# Stazione di Ferrara Aleotti
La stazione di Ferrara Aleotti era una fermata lungo la linea ferroviaria Ferrara–Codigoro delle Ferrovie Emilia Romagna.
Posizionata a Ferrara in via Camilla Ravera prende il nome dall'Istituto Tecnico Statale per Geometri G. B. Aleotti, situato proprio di fronte alla fermata. Aveva un solo binario ed era dotata di un unico marciapiede lungo 60 metri e di due pensiline.
Venne realizzata nel quadro del potenziamento della tratta urbana della ferrovia Ferrara - Codigoro pensando all'istituzione di un servizio ferroviario di tipo metropolitano, mai concretizzato.
Dal 29 gennaio 2011 la fermata è inattiva.